# 博报堂DY控股
博报堂DY控股（日語：株式会社博報堂DYホールディングス）是一家总部位于日本東京的广告代理公司控股公司。博报堂DY控股是日本国内第二大广告公司。2003年10月，由博报堂、大广、读卖广告社三家公司进行股权置换所成立，是上述三家公司的全资控股母公司。

## 关联公司
- 博报堂（与美国宏盟集团旗下异言堂广告（英语：TBWA Worldwide）的合资公司）
- 大广（与美国埃培智市场咨询有业务合作关系）
- 读卖广告社
- 博报堂DY传媒伙伴（日语：博報堂DYメディアパートナーズ）
  - 博报堂DY音乐与电影（日语：博報堂DYミュージック&ピクチャーズ）（前东芝娱乐）
  - D.A.财团控股（日语：D.A.コンソーシアムホールディングス）（东证2部上市公司）